# Krzysztof Bielawny
Krzysztof Bielawny (ur. 20 stycznia 1967 w Mrągowie) – polski duchowny rzymskokatolicki w archidiecezji warmińskiej, dr hab. nauk teologicznych.

## Życiorys
W 1992 roku został wyświęcony na kapłana w Olsztynie. W latach 1992–1994 był wikariuszem parafii św. Brunona w Bartoszycach, a w latach 1994–2000 był wikariuszem parafii Chrystusa Odkupiciela Człowieka w Olsztynie. W latach 1998–2000 studiował na Wydziale Teologicznym Uniwersytetu Kardynała Stefana Wyszyńskiego. 18 marca 2002 uzyskał doktorat na podstawie pracy na temat: Dzieje katolików polskich w diecezji warmińskiej w refleksji historyczno teologicznej w latach 1918–1945. 
W 1999 roku został dyrektorem Archidiecezjalnego Domu Rekolekcyjnego w Gietrzwałdzie, a później Archidiecezjalnym Duszpasterzem Młodzieży. Od 2007 roku jest wykładowcą Wyższej Szkoły im. Bogdana Jańskiego, wydział zamiejscowy w Elblągu. W 2010 roku otrzymał stopień doktora habilitowanego nauk teologicznych. 
Jest delegatem archidiecezji warmińskiej ds. Formacji Stałej Kapłanów i Ojcem Duchownym Kapłanów. Opublikował wiele publikacji w zakresie historii oraz teologii.
Obecnie jest ojcem duchownym w Wyższym Seminarium Duchownym Diecezji Elbląskiej w Elblągu oraz od grudnia 2024 administratorem parafii św. Brata Alberta w Szczytnie.

## Publikacje
- Dzieje parafii rzymskokatolickiej w Klonie w XIX i XX stuleciu – (2015) ISBN 978-836-186-475-2.
- Dzieje parafii św. Brunona w Bartoszycach w XIX i XX w. (2015) – ISBN 978-836-186-443-1.
- Mała Ojczyzna - Mojtyny (Moythienen). Historia mazurskiej wioski - ISBN 978-838-834-857-0.
- Nidzica i okolice. Katolicy i Ewangelicy po 1945 roku (2015) – ISBN 978-836-186-403-5.
- Rowerami po Europie (2015) – ISBN 978-836-186-467-7.
- Dom Najświętszej Maryi Panny w Gietrzwałdzie. Dom Rekolekcyjny – (2015) ISBN 978-836-186-487-5.
- Parafia luterańska i rzymskokatolicka w Kamieńcu - (2016) ISBN 978-83-65210-16-6.
- Kościół Ewangelicki i Katolicki na przestrzeni sześciu stuleci w południowej części starostwa szesteńskiego – (2015) ISBN 978-836-186-407-3.
- Najpopularniejszy szlak pielgrzymkowy po sanktuariach Warmii i Mazur – (2015) ISBN 978-836-186-471-4.
- Zmiany demograficzne w wyniku emigracji w archidiecezji warmińskiej na koniec 2012 roku – (2015) ISBN 978-836-186-423-3.
- Kościół Ewangelicko-Augsburski na Warmii i Mazurach po II wojnie światowej w spojrzeniu historyczno-ekumenicznym – (2008) ISBN 978-836-186-411-0.
- Dzieje parafii rzymskokatolickiej w Dźwierzutach – (2015) ISBN 978-836-186-486-8.
- Gietrzwałd - miejsce objawień maryjnych – (2015) ISBN 978-836-186-482-0.
- Orędzie gietrzwałdzkie - ISBN 978-836-521-030-2.
- Niezwyciężone sanktuarium maryjne w Gietrzwałdzie – (2015) ISBN 978-836-186-431-8.
- Niepodległość wyszła z Gietrzwałdu - (2018) ISBN 978-839-418-764-4.
- Szlakiem sanktuariów cudu eucharystycznego i Krzyża świętego na Warmii – (2015) ISBN 978-836-186-474-5.
- Świątynie ewangelickie dawniej i dziś w byłych Prusach Wschodnich - ISBN 978-836-521-028-6.
- Żywoty Świętych Pańskich – (współautorzy: ks. Ireneusz Bruski, ks. Jan Górny, o. Hugo Hoever i ks. Jan Usiądek) (2015) ISBN 978-836-186-451-6.